# Past Masters, Volume One
Past Masters, Volume One is een album van The Beatles dat werd uitgebracht in 1988. Dit album bevat 18 nummers die zijn uitgebracht tussen 1962 en 1965:
- 13 nummers die uitgebracht zijn op single (inclusief B-kantjes),
- 4 nummers van hun ep Long Tall Sally, en
- 1 compilatiealbumnummer, Bad Boy.

Dit album en Past Masters, Volume Two werd in 1988 uitgebracht op cd en lp. De Past Masters-collectie bevat alleen nummers die niet op de studioalbums van The Beatles staan, dus deze albums zijn nodig om de totale (officiële) collectie van The Beatles compleet te maken.
Op 9 september 2009 werden Past Masters, Volume One en Volume Two net als alle reguliere studioalbums van The Beatles opnieuw geremasterd uitgebracht als een dubbelalbum Past Masters. Ook dit album zit in de opnieuw geremasterde stereobox die op die dag werd uitgebracht. Deze compilatie zit ook in de monobox die op dezelfde dag werd uitgebracht, waarbij dit album de titel Mono Masters kreeg.

## Nummers
- Alle nummers zijn geschreven door Lennon-McCartney, tenzij anders aangegeven. Tussen haakjes staat aangegeven wanneer de nummers voor het eerst uitgebracht zijn

1. Love Me Do (5 oktober 1962 als single – de originele versie die is opgenomen op 4 september 1962 met Ringo Starr op drums)
2. From Me to You (11 april 1963, single)
3. Thank You Girl (11 april 1963, B-kant van de vorige)
4. She Loves You (23 augustus 1963, single)
5. I'll Get You (23 augustus 1963, B-kant van de vorige)
6. I Want to Hold Your Hand (29 november 1963, single)
7. This Boy (29 november 1963, B-kant van de vorige)
8. Komm, Gib Mir Deine Hand (Lennon/McCartney/Nicholas/Heller, 1964, Duitse single, in Duitsland ook op lp verschenen)
9. Sie Liebt Dich (Lennon/McCartney/Nicholas/Montague, 1964, Duitse single, in Duitsland ook op lp verschenen)
10. Long Tall Sally (Johnson/Penniman/Blackwell, 19 juni 1964 op de ep Long Tall Sally)
11. I Call Your Name (19 juni 1964 op de ep Long Tall Sally)
12. Slow Down (Williams) (19 juni 1964 op de ep Long Tall Sally, in Duitsland op lp verschenen)
13. Matchbox (Perkins, 19 juni 1964 op de ep Long Tall Sally, in Duitsland op lp verschenen)
14. I Feel Fine (27 november 1964, single)
15. She's a Woman (27 november 1964, B-kant van de vorige)
16. Bad Boy (Williams, 14 juni 1965 op het Amerikaanse album Beatles VI en op 9 december 1966 op het Britse album A Collection of Beatles Oldies)
17. Yes It Is (9 april 1965, B-kant van Ticket to ride)
18. I'm Down (23 juli 1965, B-kant van Help!)